# 대명화학
대명화학은 경상북도 문경시에 본사를 둔 패션, 소재 관련기업이다. 2000년에 설립되어 올해 3조 매출목표를 달성했으며, 코웰패션, 한국낚시채널등 여려계열사를 형성한 기업이다.

## 계열사
- 모다이노칩
- 엘엔피브랜즈
- 에어로케이항공
- 한국낚시채널
- 로젠택배
- 코웰패션
- 폰드그룹
- 비바스튜디오
- 케이비랜즈
- 케이비트랜드
- 씨에프리테일
- 메가슈플렉스에스마켓코리아
- 대명화학인크
- 대명화학베트남
- 큐앤드비인터내셔날